# Gonzopornografie
Gonzopornografie is pornografie in een gonzo stijl.
Gonzopornografie bestaat uit pornografische producties waarbij de cameraman of de regisseur deelneemt in de actie van de film, bijvoorbeeld door met de acteurs te praten of door mee te spelen. Vaak laten dergelijke films een verhaallijn of vertelling achterwege en geven ze een voorstelling van "echte" gebeurtenissen in de min-of-meer tegenwoordige tijd.
Gedeeltelijk is de bedoeling van deze stijl om de toeschouwers bij de handelingen te betrekken, vergelijkbaar is met de theatertechniek van het doorbreken van de vierde wand. Maar het is vooral een goedkope en efficiënte manier van werken, omdat niemand teksten hoeft te leren. Dit genre film wordt ook omschreven als POV, terwijl gonzo algemener gebruikt wordt voor pornofilms zonder verhaallijn.
De opkomst van video verspreid over het Internet in het begin van de 21e eeuw leidde tot een explosie van gonzopornografie gemaakt door amateurs. Websites zoals VoyeurWeb en DList maakten het voor producent-acteurs mogelijk hun werk gratis te presenteren aan een breed publiek en daarbij uitgebreider werk tegen betaling aan te bieden via persoonlijke websites gebaseerd op blogsoftware. Dit was een van de vele, innovatieve online marketingstrategieën van die periode.